# Кесларн
Кесларн (нім. Kößlarn) — громада в Німеччині, знаходиться в землі Баварія. Підпорядковується адміністративному округу Нижня Баварія. Входить до складу району Пассау.
Площа — 25,48 км2. Населення становить 1951 ос. (станом на 31 грудня 2020).